# Chossedaju
Der Chossedaju (russisch Хоседаю; auch Хоседа-Ю, Chosseda-Ju, Хоседа, Chosseda) ist ein rechter Nebenfluss der Adswa im Autonomen Kreis der Nenzen und in der Republik Komi in Nordwestrussland.
Der Chossedaju entspringt in der Bolschesemelskaja-Tundra im Autonomen Kreis der Nenzen. Er fließt am Anfang in südlicher, dann in südwestlicher Richtung. Schließlich dreht er nach Südosten, erreicht die Republik Komi und trifft nach 167 km rechtsseitig auf die Adswa. Der Chossedaju entwässert ein Areal von 2630 km². Der Fluss wird hauptsächlich von der Schneeschmelze gespeist. Der mittlere Abfluss (MQ) 46 km oberhalb der Mündung beträgt 27 m³/s. Zwischen Mai / Anfang Juni und Oktober ist der Fluss eisfrei.